# Union islamischer Gerichte
Die Union islamischer Gerichte (arabisch اتحاد المحاكم الإسلامية Ittihād al-mahākim al-islāmiyya, DMG Ittiḥād al-maḥākim al-islāmiyya, Somali: Midowga Maxkamadaha Islaamiga, auch Oberster Islamischer Gerichtsrat) war eine politische und militärische Dachorganisation unabhängiger islamischer Gerichte in Somalia.
Die einzelnen Gerichte waren voneinander unabhängige Einheiten mit unterschiedlich strenger islamischer Rechtsauslegung. Die Union wurde von islamisch orientierten Geschäftsleuten (innerhalb und außerhalb Somalias), Milizenchefs, islamischen Geistlichen, lokalen Bürgermeistern und islamischen Rechtsgelehrten gegründet, um Gewalt und Clan-Fehden im somalischen Bürgerkrieg zurückzudrängen.

## Geschichte
Siehe auch: Somalischer Bürgerkrieg, Geschichte Somalias
Mit dem Fall der Regierung 1991 brach die staatliche Gerichtsbarkeit in weiten Teilen Somalias zusammen. Das Land zerfiel in umkämpfte Machtbereiche von Clans, Kriegsherren und deren Milizen, in denen Banditentum und Übergriffe von Seiten Bewaffneter verbreitet waren.
Lokale islamische Gerichtshöfe übernahmen in dieser Situation die Funktion des Justizsystems, wobei sie sich auf unterschiedlich strenge Scharia-Rechtsauslegung und -tradition stützten. Getragen wurden sie von islamischen Geistlichen und mit ihnen sympathisierenden islamistischen Kriegsfürsten und Geschäftsleuten. Zum Teil übernahmen sie auch Polizeiaufgaben, boten Bildung und medizinische Versorgung an. Hierbei genossen sie von weiten Teilen der – nahezu ausschließlich muslimischen – Bevölkerung Unterstützung.
Um ihre Rechtsprechung effektiver und insbesondere auch über die Grenzen der Clans hinweg durchsetzen zu können, begannen sich solche Gerichtshöfe zusammenzuschließen. 1999 nahm eine von fünf Gerichtshöfen geführte Miliz die Straße von Mogadischu nach Afgooye ein und entfernte die zahlreichen Banditen und Straßensperren; im selben Jahr hatten die Gerichte auch den Bakara-Markt eingenommen. 2000 erfolgte der Zusammenschluss in der Union islamischer Gerichte.

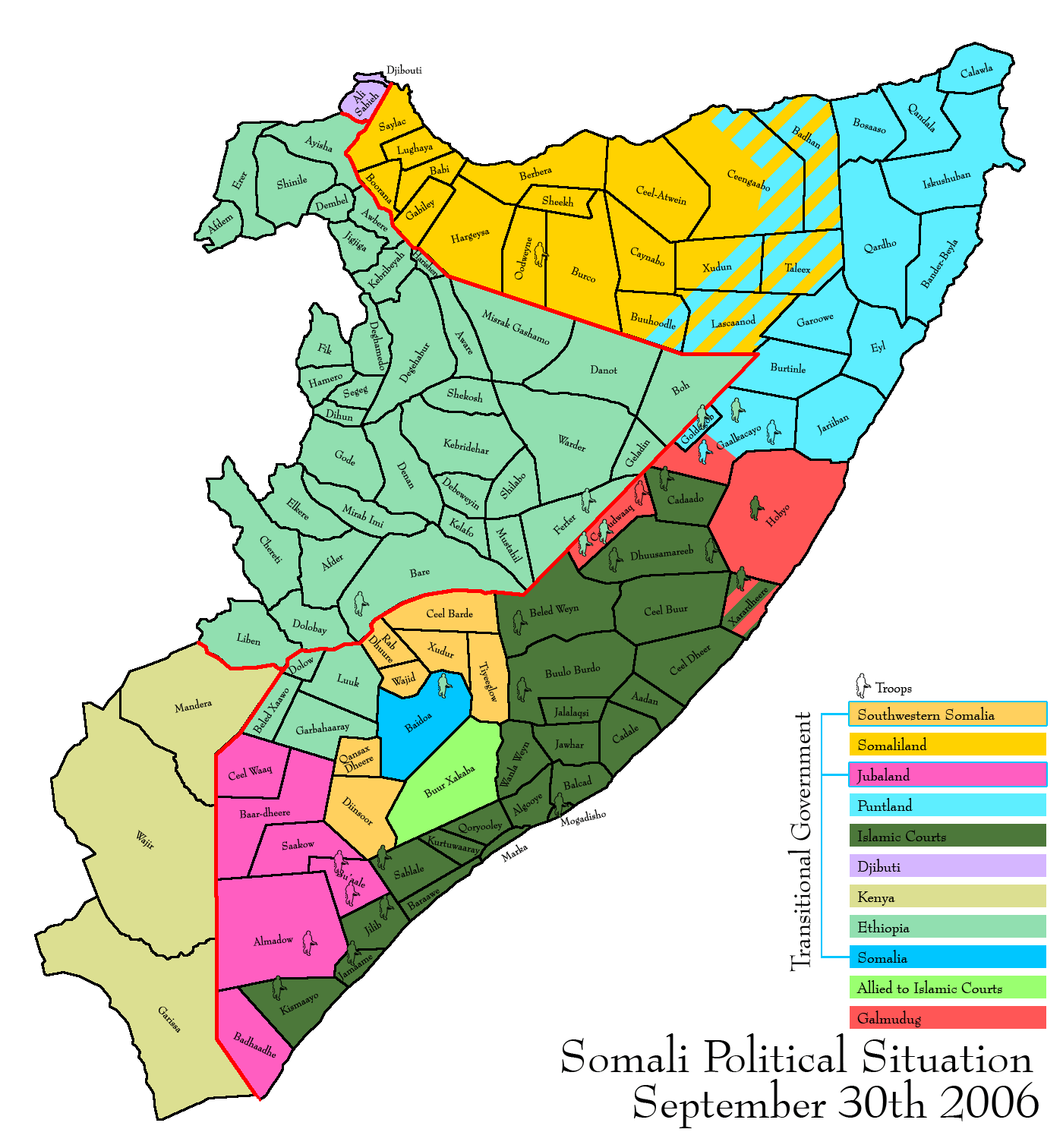
Karte der politischen Lage im von Somali bewohnten Gebiet am 30. September 2006: Der Aufstieg der Union islamischer Gerichte (von ihr kontrollierte Gebiete in Dunkelgrün) nimmt seinen Lauf.

Die USA betrachten seit den Terroranschlägen am 11. September 2001 Somalia als möglichen Zufluchtsort für Terroristen. Aus diesem Grund beobachteten sie den Machtgewinn der Union islamischer Gerichte mit Sorge und unterstützten zeitweise das „Bündnis für Frieden und gegen Terrorismus“ (ARPCT), einen losen Zusammenschluss von Kriegsherren gegen die Union. Eine Anfang Mai 2006 ausgehandelte Waffenruhe wurde zehn Tage später gebrochen, als nach ARPCT-Angriffen auf die Union Kämpfe in der somalischen Hauptstadt Mogadischu aufflammten, die damals angeblich zu 80 Prozent unter Kontrolle der Union gestanden haben soll.
Am 5. Juni 2006 konnte die Union nach wochenlangen Kämpfen – die ca. 350 mehrheitlich zivile Todesopfer forderten – die vollständige Einnahme der Hauptstadt Mogadischu vermelden. Die ARPCT, die bis dahin die übrigen Teile der Hauptstadt kontrolliert hatte, musste ihre Waffen und Fahrzeuge abgeben. In Mogadischu wurde unter der Herrschaft der Union erstmals seit 16 Jahren ein gewisses Maß an Frieden und Ordnung hergestellt.

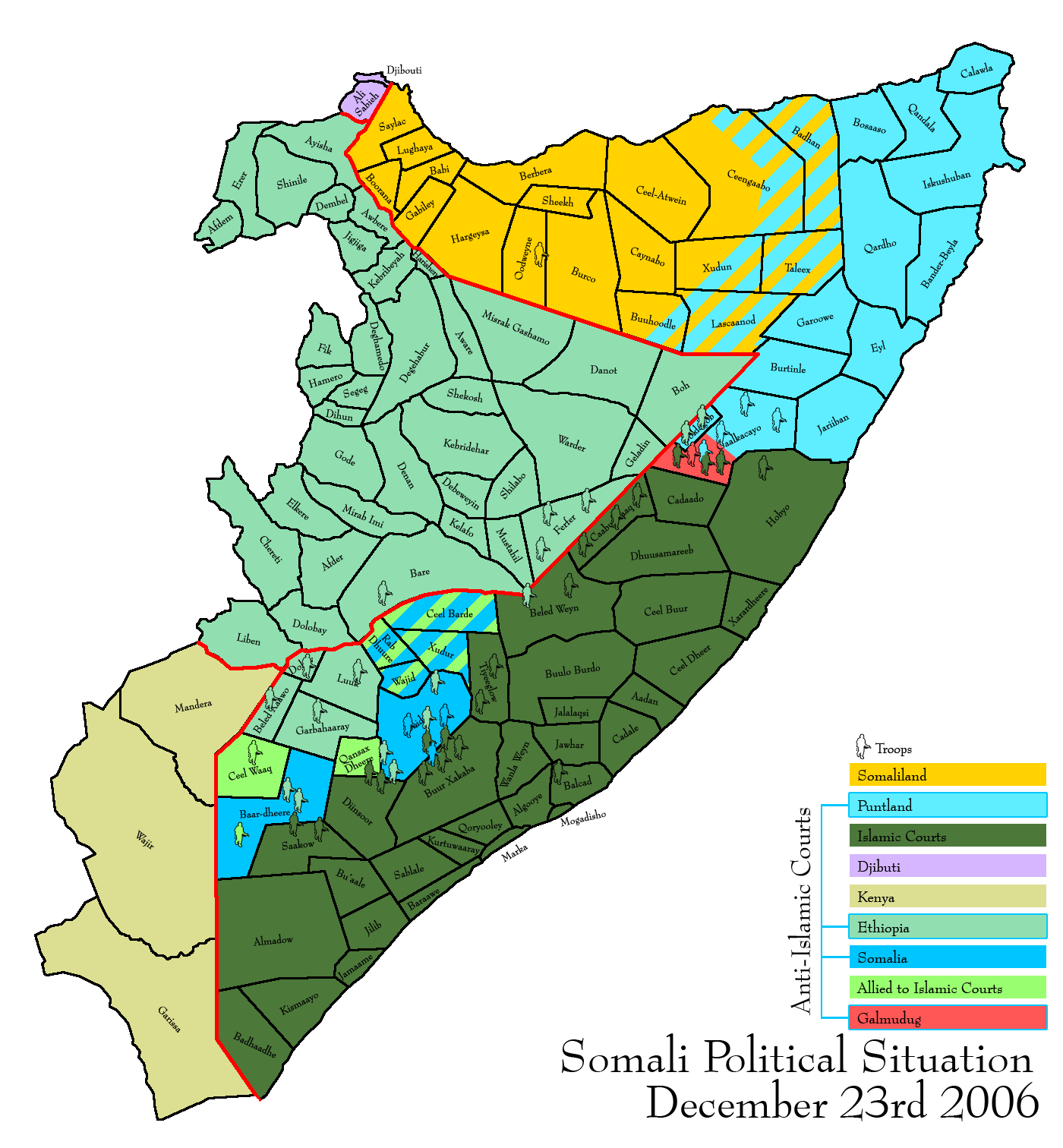
Karte der politischen Lage am 23. Dezember 2006: Das von der Union kontrollierte Gebiet erreicht seine größte Ausdehnung.

Derweil drang die Union islamischer Gerichte weiter gegen die international anerkannte, aber weitgehend machtlose und von ihr abgelehnte Übergangsregierung Somalias mit Sitz in Baidoa vor. Verhandlungen zwischen beiden Parteien in der sudanesischen Hauptstadt Khartum blieben erfolglos. Im August 2006 weitete die Union ihre Kontrolle über die autonomen Regionen Puntland und Galmudug im Nordosten aus. Mitte 2006 konnte die Union die Kontrolle über die Landeshauptstadt Mogadischu und große Teile Süd- und Zentralsomalias erlangen.
Nach der Kriegserklärung des Nachbarlandes Äthiopien am 24. Dezember 2006 wurde sie von Äthiopien und der Übergangsregierung Somalias wieder entmachtet. Am 27. Dezember 2006 traten die obersten Führer der Vereinigung Islamischer Gerichte, darunter Scheich Hassan Dahir Aweys, Scheich Sharif Scheich Ahmed und Scheich Abdirahman Janaqow, zurück und die Organisation wurde aufgelöst.
Danach gingen Teile der Vereinigung, vor allem aus deren gemäßigten und politischen Flügel, ins Exil in Eritrea, wo sie mit weiteren Oppositionellen die Allianz für die Befreiung Somalias gebildet haben.
Militante Islamisten, insbesondere die radikale Jugendbewegung al-Shabaab, wurden in Mogadischu und anderen Teilen Südsomalias gegen die Regierungen Äthiopiens und Somalias aktiv.

## Konflikt mit Äthiopien
Nachdem der Gerichtsrat den Ort Buurhakaba nahe Baidoa erobert hatte, drohte das Nachbarland Äthiopien Mitte Juli 2006 damit, eine Invasion nach Somalia zu beginnen, vordergründig, um die Übergangsregierung in Baidoa zu schützen. Der Konflikt zwischen Äthiopien und der Union islamischer Gerichte entzündet sich hauptsächlich um die heute äthiopische, mehrheitlich von Somali bewohnte Region Ogaden, die Teile der Union an Somalia angliedern möchten (siehe auch: Groß-Somalia). Auch fürchtete Äthiopien eine islamistische Vereinnahmung seiner eigenen muslimischen Bevölkerung. Teile der Union erklärten, ihre Priorität sei die Herstellung von Frieden in Somalia und nicht die Eroberung von weiteren Gebieten, während andere Teile zum Dschihad gegen Äthiopien aufriefen. Am 24. Dezember 2006 teilte der äthiopische Ministerpräsident mit, dass Äthiopien der Union islamischer Gerichte offiziell den Krieg erkläre. Seither drangen äthiopische Truppen nach Somalia vor.
Am 27. Dezember verließ die Union Mogadischu – woraufhin die Übergangsregierung die Kontrolle über Teile der Stadt übernahm – und zog sich nach Kismaayo zurück. Äthiopische und Übergangsregierungstruppen folgen ihr und nahmen Kismaayo am 1. Januar 2007 ein. Die Übergangsregierung bot Kämpfern der Union, die sich entwaffnen ließen, eine Amnestie an, nicht aber deren Führern. Sharif Sheikh Ahmed ergab sich am 21. Januar der kenianischen Polizei, wurde später freigelassen und ging nach Eritrea. Das mit Äthiopien verfeindete Eritrea soll nicht nur exilierten Mitgliedern der Union in Asmara Zuflucht bieten, sondern auch deren Islamistische Kämpfer mit massiven Waffenlieferungen unterstützt haben.

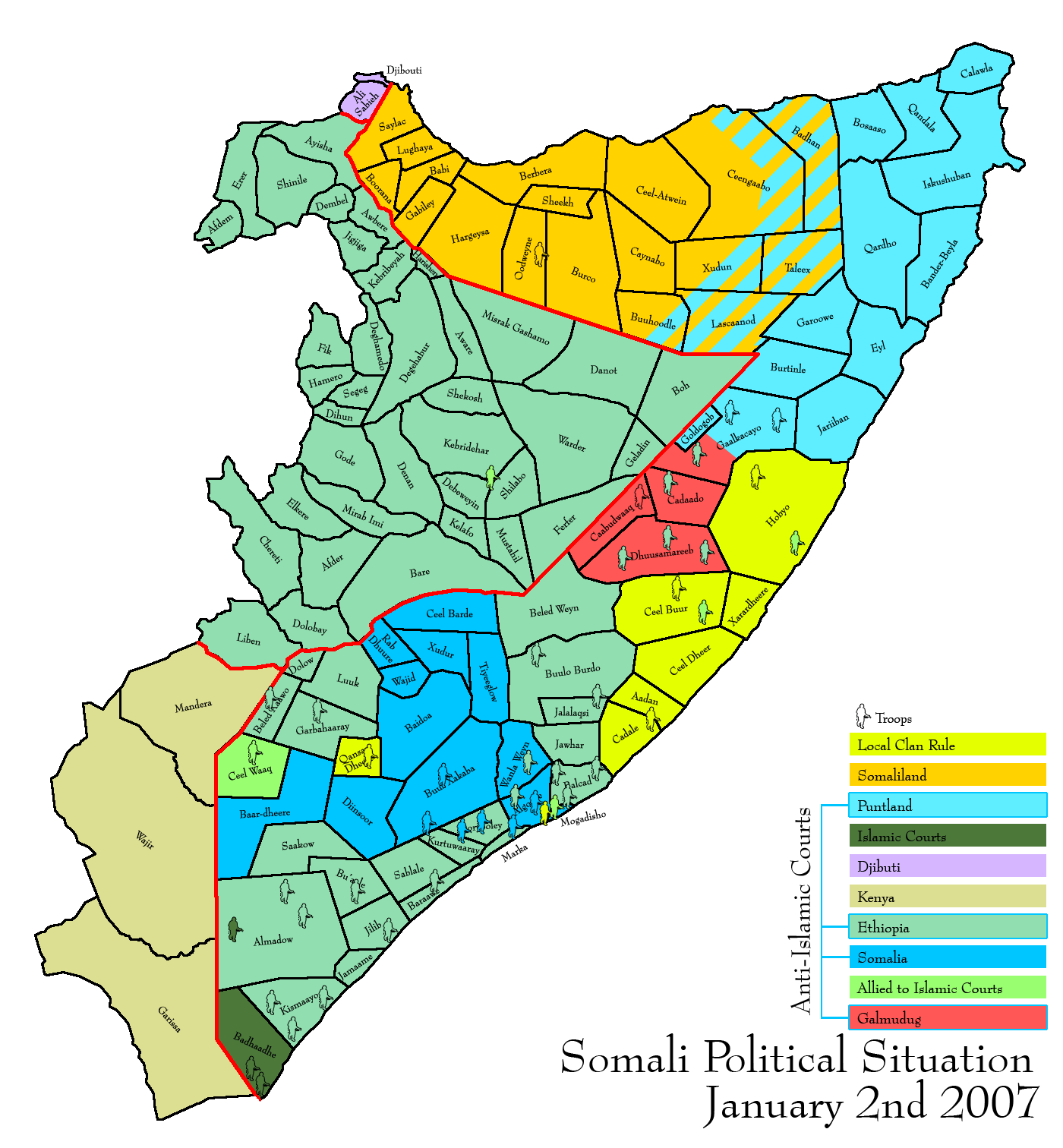
Karte der politischen Lage am 2. Januar 2007: Tage später ist die Union bis auf ein kleines Gebiet im Süden zurückgedrängt.

Anfang 2007 hielten sich weiterhin schätzungsweise 3.500 islamistische Kämpfer in Mogadischu auf.  Die Islamisten kündigte an, einen langen Guerillakrieg insbesondere gegen Äthiopien und die AMISOM-Friedenstruppe der Afrikanischen Union führen zu wollen. Es kam zu einer Reihe von Anschlägen von Islamisten und weiteren Akteuren, die sich bald zu offenen Kämpfen auswuchsen. Islamistische und Hawiya-Kämpfer und weitere Regierungsgegner lieferten sich im Verlauf des Jahres 2007 heftige Gefechte mit regierungstreuen Truppen in Mogadischu, bei denen Hunderttausende in die Flucht getrieben wurden. Die USA stationierten Kriegsschiffe in der Region und flogen im Januar 2007 und erneut Anfang März 2008 Luftangriffe über den letzten Rückzugsgebieten der Union an der kenianischen Grenze, wo sie hochrangige internationale Terroristen vermuten; ob diese dabei getroffen wurden, ist unklar, ebenso ist die Zahl der getöteten Zivilisten unbekannt.
Im September 2007 bildeten frühere Mitglieder der Union mit weiteren Gegnern Äthiopiens und der Übergangsregierung die Allianz für die Befreiung Somalias. In weiten Gebieten Südsomalias sollen die Islamisten und ihre militante Jugendbewegung al-Shabaab Ende 2007 wieder auf dem Vormarsch sein. Anfang 2008 verübten sie vermehrt Überraschungsangriffe auf mittelgroße Ortschaften in Südsomalia.

## Extremismus und Terrorismusvorwürfe
Die Union islamischer Gerichte vereint diverse Strömungen. Die Rechtsauslegung der einzelnen Gerichte variiert, von moderat gläubigen Sufis des Qadiriyya-Ordens, des strenger gläubigen Salihiyya-Ordens – wobei beide somalische Traditionen berücksichtigen – bis zu Islamisten der wahhabitischen Tradition von Saudi-Arabien. Während Sharif Sheikh Ahmed als gemäßigte Führungspersönlichkeit der Union gilt, wird Hassan Dahir Aweis als Vertreter einer radikalen Haltung gesehen. Seit der Entmachtung durch Äthiopien haben die gemäßigten gegenüber radikaleren Elementen an Einfluss verloren.
Die USA und die gegnerischen Kriegsherren beschuldigen die Union, mit al-Qaida zu kooperieren und al-Qaida-Aktivisten Unterschlupf in Somalia zu gewähren, was die Union bestreitet. Dennoch werden einigen ihrer Führer, wie zum Beispiel Hassan Dahir Aweis, frühere Kontakte zur al-Qaida nachgesagt. Teile der Union sind aus der radikalen Organisation al-Itihaad al-Islamiya hervorgegangen. Die Terroranschläge 1998 auf die US-Botschaften in Nairobi und Dar es Salaam sollen von Somalia aus gesteuert worden sein. Aden Hashi Ayro, ein Milizen-Kommandeur der Union, soll nach Medienberichten ein Ausbildungslager der Qaida in Afghanistan durchlaufen haben und in die Ermordung mehrerer ausländischer Helfer verwickelt sein. Die radikale Jugendbewegung der Union, Hizbul Shabaab oder al-Shabaab, steht seit März 2008 auf der US-Liste terroristischer Organisationen und begrüßte dies ausdrücklich.
Es kam 2006 zu mehreren Selbstmordattentaten gegen Mitglieder der Übergangsregierung, für die die Union verantwortlich gemacht wird; sie selbst bestritt dies. Im Verlauf der Kämpfe gegen äthiopische und Übergangsregierungstruppen wurden verschiedentlich Selbstmordanschläge eingesetzt. Ein Bericht der Menschenrechtsorganisation Human Rights Watch kommt zum Schluss, dass sowohl die islamistischen und übrigen Regierungsgegner als auch die regierungstreuen Truppen durch Vorgehen ohne Rücksicht auf die Zivilbevölkerung Kriegsverbrechen begangen haben.
Westlich orientierte Kritiker und auch Teile der somalischen Bevölkerung befürchten, dass bei einer Regierungsübernahme des Gerichtsrates ein ähnliches Regime etabliert würde wie dasjenige der Taliban in Afghanistan. So sagte etwa Sharif Sheikh Ahmed zwar aus, dass die Berufstätigkeit von Frauen weiterhin erlaubt bleiben solle. Andere Teile der Union vertreten jedoch radikalere Positionen. Nach der Eroberung der südsomalischen Hafenstadt Kismaayo durch eine extremistische Fraktion flohen viele Bewohner nach Kenia. Im November 2005 wurde in einigen Stadtteilen Mogadischus von solchen Gerichten die Schließung von Kinos und Videotheken angeordnet sowie Tanzhallen verboten. Ein kurz vor der Fußball-Weltmeisterschaft 2006 erlassenes Verbot, sich die Übertragung von Spielen anzuschauen, wurde nach öffentlichen Protesten, die ein Mädchen und einen Kinobesitzer das Leben kosteten, wieder zurückgezogen. Im Dezember 2006 drohte ein islamischer Geistlicher in der Stadt Buulobarde mit der Hinrichtung für alle, die sich nicht fünf Mal am Tag zum Gebet niederließen. Die al-Shabaab strebt explizit einen islamischen Staat unter der Schari'a an.